# Allégorie de la Fortune (Rosa)
Pour les articles homonymes, voir Allégorie de la Fortune.
L'Allégorie de la Fortune, parfois aussi appelée La Fortuna, est une peinture à l'huile sur toile, réalisée vers 1658 ou 1659, par le peintre baroque italien Salvator Rosa, laquelle a provoqué un tollé lors de sa première exposition publique et a failli faire emprisonner et excommunier le peintre. L’œuvre n'est pas datée et mesure 200,7 × 133 cm. Salvator Rosa était connu pour ses paysages, mais il travaillait aussi sur la mythologie, la sorcellerie, des portraits et la satire. Depuis 1978, le tableau se trouve au J. Paul Getty Museum à Malibu (Californie) aux États-Unis.

## Origine
Le tableau est réalisé à peu près en même temps que Babilonia, une condamnation satirique de la cour papale,. Selon le critique d'art Brian Sewell (en), la cible de la peinture satirique ne pouvait être mal interprétée. Les amis de Salvator Rosa le mettent en garde, après l'avoir vu en privé, que le tableau ne devait pas être exposé publiquement car il s'agit d'une attaque satirique contre le patronage du pape Alexandre VII. En 1659, le tableau est exposé au Panthéon de Rome, ce qui a failli entraîner son emprisonnement et son excommunication. Seule l'intervention du frère du pape, Don Marco Chigi, le sauve de cette humiliation.
Finalement, Salvator Rosa est convaincu de la nécessité d'offrir une explication de la peinture ; il le fait sous la rubrique du Manifesto et, selon l'auteur d'art James Elmes, « prouva que ses porcs n'étaient pas des hommes d’Église, ses mulets prétendus être des pédants, ses ânes des nobles romains, ses oiseaux et bêtes de proie, les tyrans régnant en Italie ».
Dans les années 1640, Salvator Rosa avait déjà peint un tableau de la Fortune.

## Description
Les dimensions de la toile sont de 200,7 × 133 cm. Les initiales SR inscrites sur le livre, en bas à gauche, représentent la signature de l'artiste. Le tableau, parfois appelé La Fortuna, représente Fortuna, la déesse de la fortune et de la personnification de la chance, versant ses dons sur une multitude d'animaux indignes. Traditionnellement, Fortuna a les yeux couverts et l'objet contenant ses faveurs, la corne d'abondance ou Cornucopia, est montrée en position verticale. Salvator Rosa a inversé cette tradition dans son interprétation et dépeint Fortuna en pleine connaissance de l'endroit et de la personne à qui elle offre ses cadeaux grâce à la Cornucopia inclinée.
Des pierres précieuses, des couronnes, un sceptre, des pièces d'or, des perles, des roses, des raisins, des céréales et des baies coulent de la corne d'abondance sur les animaux qui se trouvent en dessous. Quant à ceux-ci, ils sont les symboles de l'éducation, des arts et du savoir. L'âne, symbolise le pape, portant le manteau rouge et doré d'un cardinal, comme drapé ; il supprime et projette une ombre sur un hibou, utilisé ici comme symbole de sagesse. Le tableau exprime le sentiment d'amertume de l'artiste, face à la perte du patronage papal, et Salvator Rosa a donc inclus des références personnelles : une rose signifie le nom de Rosa, une palette est placée sur le livre et le livre porte ses initiales. Un cochon marchant sur une rose symbolise également la même chose.

## Expositions et provenance

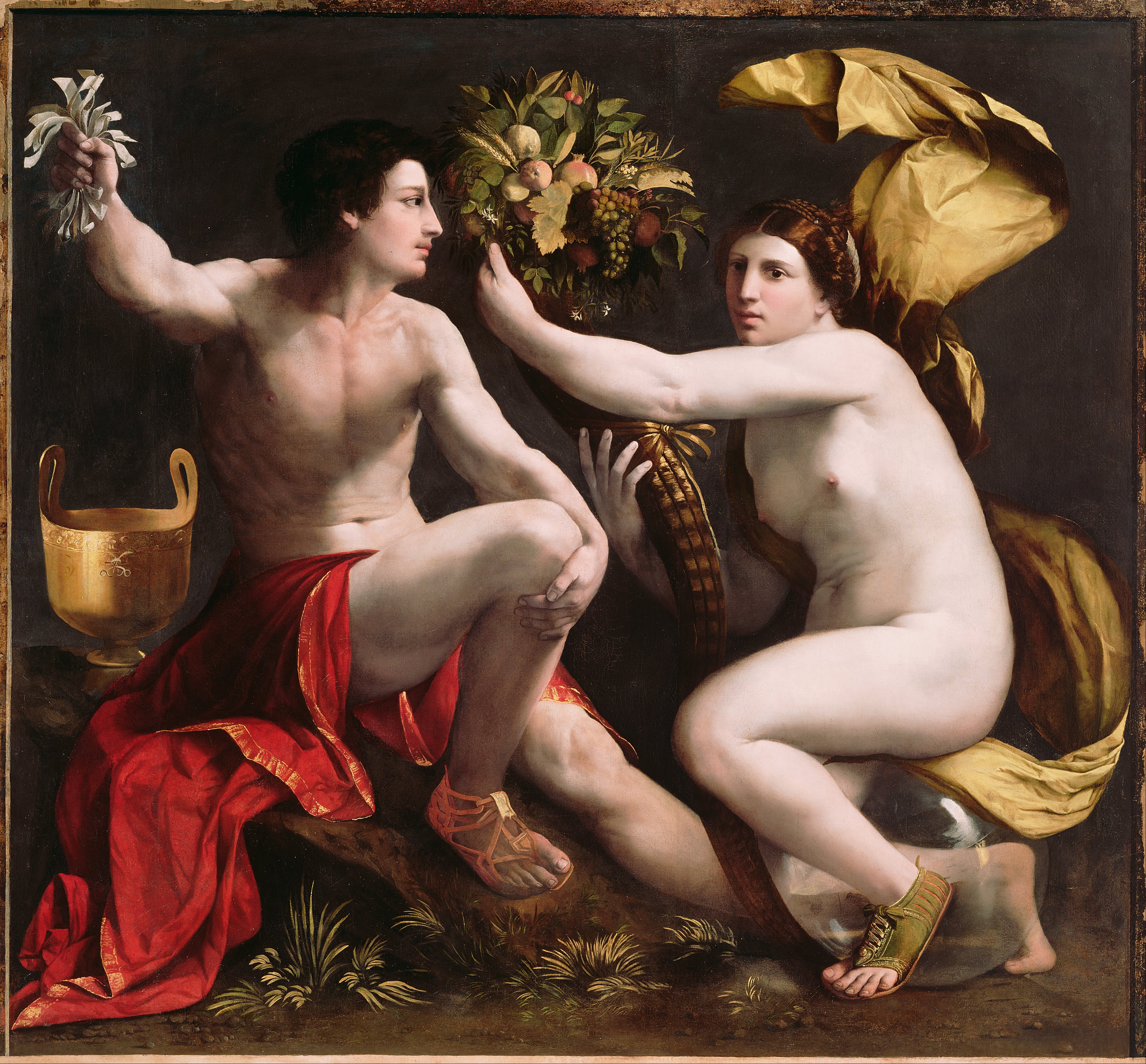
LAllégorie de la Fortune de Dosso Dossi : la Cornucopia est présentée verticalement.

Après avoir été exposé en 1659, le tableau est acquis par Carlo de Rossi et, à sa mort vers 1683, il devient la propriété d'Antonio Vallori. Le tableau déménage d'Italie en Angleterre, lorsque Vallori le vend à Henry Scudamore, 3e duc de Beaufort, en 1727, pour six cents scudi. Le duc termine un Grand Tour et achète deux peintures de Salvator Rosa. Transmis par héritage, le tableau reste en possession des différents ducs de Beaufort jusqu'à sa vente par le dixième duc, en 1957, date à laquelle il est acheté par la galerie Marlborough (en). Il est ensuite acquis par J. Paul Getty,  en 1971.
Jusqu'à son transfert au J. Paul Getty Museum, en 1978, le tableau n'a été exposé que trois fois : à partir du 21 mai 1827 à la British Institution, puis de nouveau en 1859 à la British Institution  et enfin dans le cadre de l'exposition de la collection J. Paul Getty, durant l'été 1972, au Minneapolis Institute of Art. Au XXIe siècle, il est exposé, dans le cadre de l'exposition Bandits, Wilderness and Magic à la Dulwich Picture Gallery à Londres, en 2010, et au musée d'Art Kimbell, à Fort Worth au Texas, de fin décembre 2010 à mars 2011.